# Schnabelwaid
Schnabelwaid is een plaats in de Duitse deelstaat Beieren, en maakt deel uit van het Landkreis Bayreuth.
Schnabelwaid telt 959 inwoners.

## Administratieve indeling
Schnabelwaid maakt deel uit van een Verwaltungsgemeinschaft, een samenwerkingsverband, met naburige gemeenten. In dit geval is dat de Verwaltungsgemeinschaft Creußen. Zie het afwijkend roze gekleurde gebied op het kaartje in het kader. Deze Verwaltungsgemeinschaft Creußen bestaat uit:
- Creußen, zetel van het overkoepelende bestuur van het samenwerkingsverband, met in 2019 5.027 inwoners en een oppervlakte van 64,87 km²
- Haag, met in 2019 973 inwoners en een oppervlakte van 15,89 km²
- Prebitz, met in 2019 976 inwoners en een oppervlakte van 20,99 km²
- Schnabelwaid, met eind juni 2023, volgens de website van de gemeente, 938 inwoners en een oppervlakte van 21,29 km².

Tot de gemeente behoort naast Schnabelwaid zelf ook o.a. het 3 km ten oosten van Schnabelwaid zelf gelegen dorpje Preunersfeld, met ongeveer 100 inwoners, en verder nog een zestal gehuchten of Einöden.

## Geografie
Het vlek Schnabelwaid ligt aan de oostkant van een bosrijk middelgebergte met de naam Saksisch-Zwitserland (Sächsische Schweiz). Zuidelijke buurgemeente is Pegnitz; de dichtstbijzijnde grotere stad is Bayreuth, ongeveer 15 km noordelijk van Schnabelwaid.

## Verkeer, infrastructuur

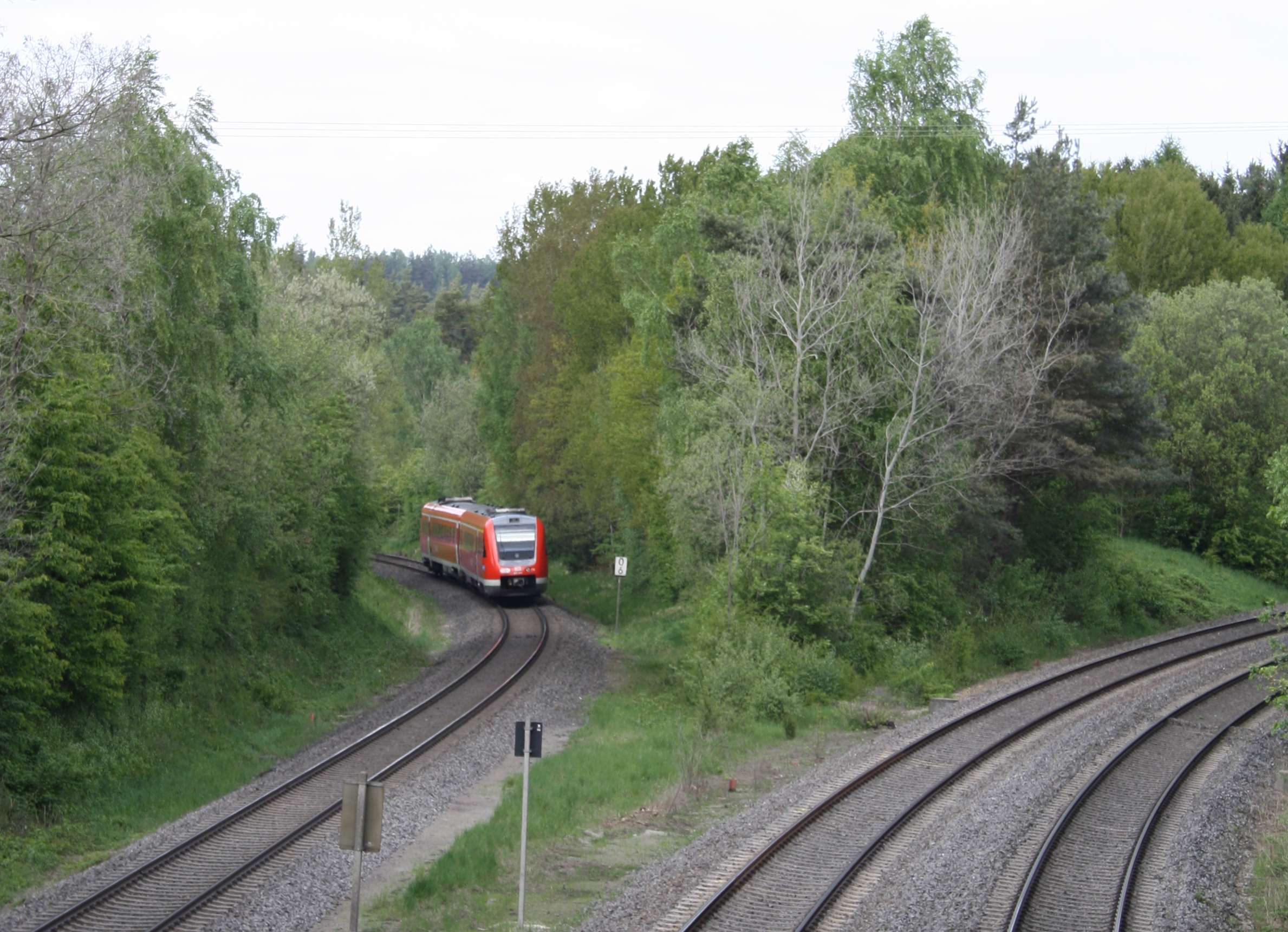
Splitsing spoorlijnen bij Schnabelwaid; links richting Bayreuth, rechts richting Marktredwitz
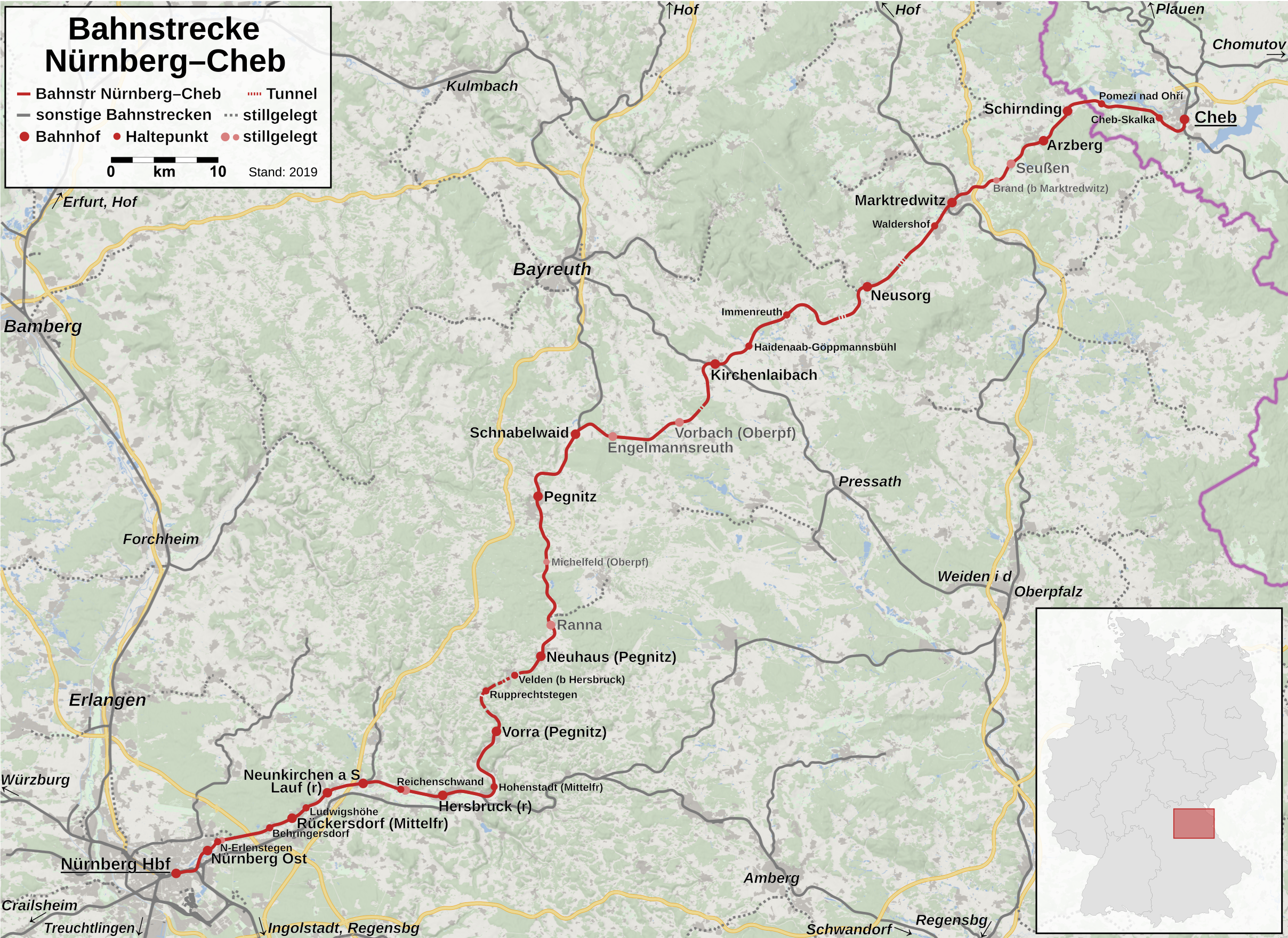
Trajectkaart spoorlijn Nürnberg Hauptbahnhof - Cheb
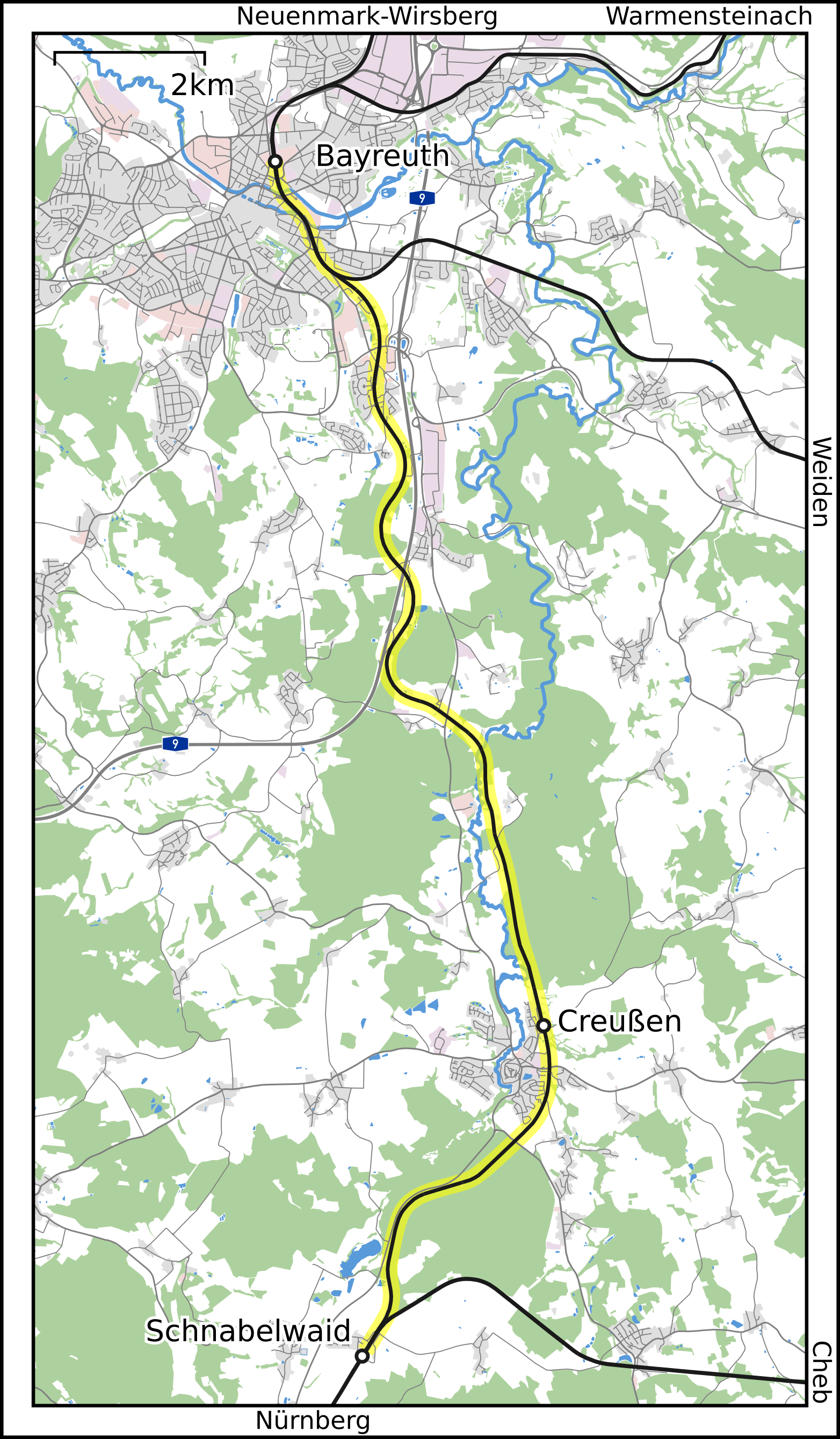
Trajectkaart spoorlijn Schnabelwaid-Bayreuth

Het plaatsje heeft, ten oosten van het centrum, een station aan de spoorlijn van Neurenberg naar Marktredwitz en verder naar Cheb, Tsjechië. Op dit station takt nog een kleine spoorlijn af naar Bayreuth. Openbaar vervoer per bus is beperkt tot sporadisch rijdende belbussen.
Tien kilometer ten westen van Schnabelwaid ligt Trockau, een stadsdeel van Pegnitz. Daar bevindt zich de dichtst bij Schnabelwaid gelegen afrit van een autosnelweg, en wel de Autobahn A9, afrit nr. 43. Schnabelwaid zelf ligt aan de Bundesstraße 2.

## Geschiedenis, economie
Schnabelwaid is een, vermoedelijk vóór de eerste schriftelijke vermelding van het plaatselijke kasteel in 1410 ontstane, zogenaamde Markt, een vlek met historisch marktrecht. Het behoorde tot 1668 tot een min of meer onafhankelijke heerlijkheid Künsberg. Het gemeentewapen dateert van 1672. Het verwijst naar de vogelrijkdom van het gebied, waar in het verleden veel ooievaars voorkwamen, en naar het adellijke geslacht Brandenburg-Bayreuth. Na 1668 deelde Schnabelwaid de historische lotgevallen van het Vorstendom Bayreuth, en na de Napoleontische tijd, die van het Koninkrijk Beieren.
Sedert de Reformatie in de 16e eeuw is meer dan driekwart van de christenen in de gemeente evangelisch-luthers.
In 1877 verkreeg Schnabelwaid aansluiting op het spoorwegnet en verrees het, thans als particulier woonhuis dienende, onder monumentenzorg staande, stationsgebouw.
Historische gebeurtenissen van meer dan plaatselijke betekenis zijn verder niet overgeleverd.
De inwoners van Schnabelwaid leven overwegend van de landbouw. Verder wonen er betrekkelijk veel woonforensen, die te Bayreuth of in een andere stad in de omgeving een werkkring hebben.

## Bezienswaardigheden

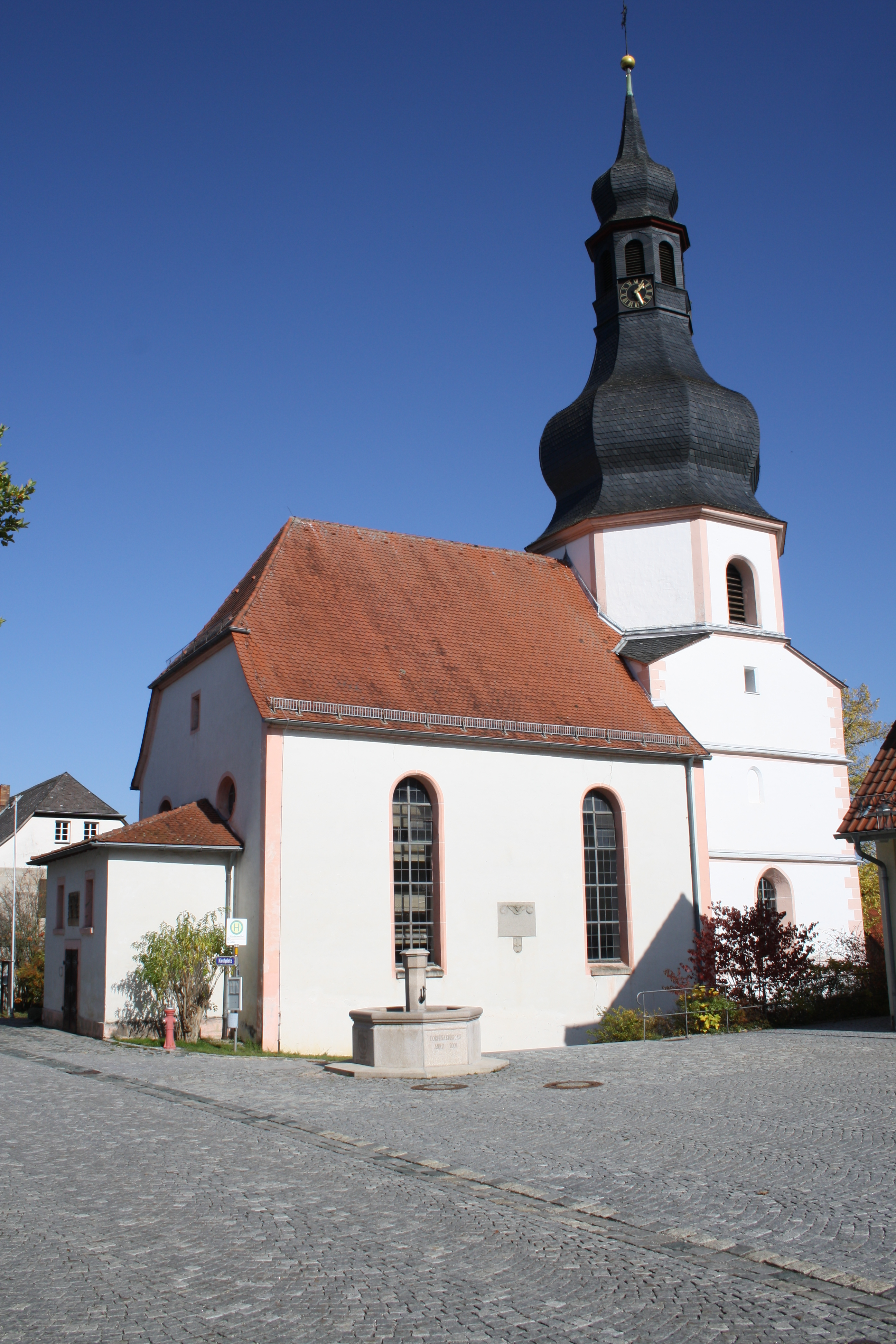
Maria-Magdalenakerk te Schnabelwaid
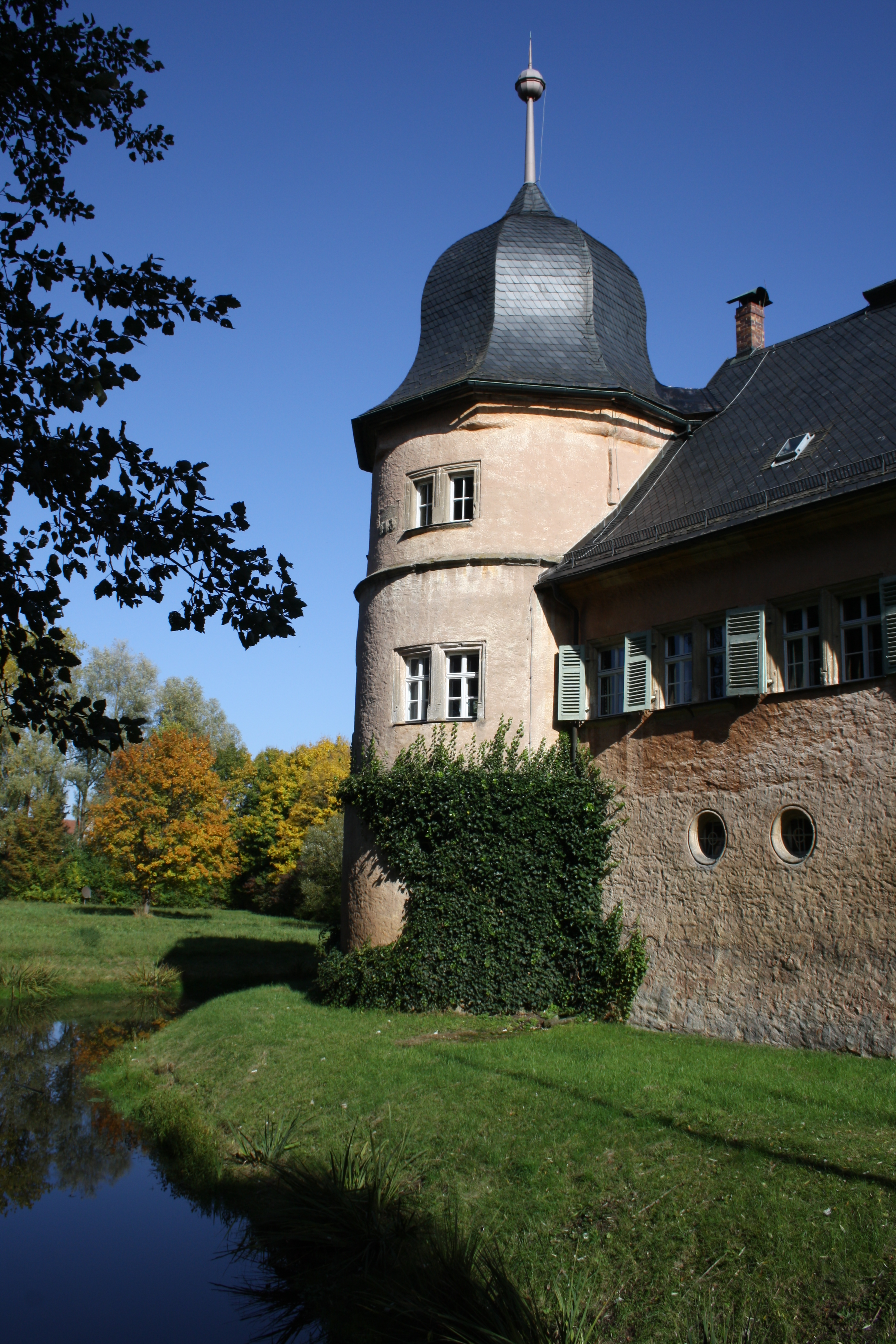
Kasteel Schnabelwaid

In Schnabelwaid staat de in 1700 na brand herbouwde, evangelisch-lutherse, Maria Magdalenakerk, met barok interieur.
Aan de zuidoostkant van het plaatsje staat het omgrachte kasteel (Schloss) Schnabelwaid, waarvan de helft in de Dertigjarige Oorlog verloren ging. Het nog bestaande gedeelte is vermoedelijk na eerdere verwoestingen herbouwd tussen 1588 en 1604. Schloss Schnabelwaid is particulier bewoond, en niet te bezichtigen.
In de omliggende bossen van het middelgebergte Saksisch-Zwitserland zijn diverse wandelroutes uitgezet; geen van deze routes komt overigens dichterbij dan 5 kilometer van Schnabelwaid vandaan.
Ahorntal ·
Aufseß ·
Bad Berneck im Fichtelgebirge ·
Betzenstein ·
Bindlach ·
Bischofsgrün ·
Creußen ·
Eckersdorf ·
Emtmannsberg ·
Fichtelberg ·
Gefrees ·
Gesees ·
Glashütten ·
Goldkronach ·
Haag ·
Heinersreuth ·
Hollfeld ·
Hummeltal ·
Kirchenpingarten ·
Mehlmeisel ·
Mistelbach ·
Mistelgau ·
Pegnitz ·
Plankenfels ·
Plech ·
Pottenstein ·
Prebitz ·
Schnabelwaid ·
Seybothenreuth ·
Speichersdorf ·
Waischenfeld ·
Warmensteinach ·
Weidenberg